# Idotea metallica
Idotea metallica es una especie de crustáceo isópodo marino de la familia Idoteidae.

## Distribución geográfica
Es cosmopolita.